# Чира Маневич
Чира Маневич (на сръбски: Ћира Маневић) е политик от Кралство Югославия, три мандата кмет на град Куманово.

## Биография
Маневич завършва Юридическия факултет на Белградския университет. След установяването на шестоянуарската диктатура в 1929 година, от 9. февруари 1929. година до 28. март 1935 година Маневич е кмет на Куманово. За втори път е кмет на града от 16 март до 14 декември 1936 година. На 20 ноември 1940 година с решение на Вардарската бановина Маневич за трети път е назначен за кмет на града и остава на поста до разгрома на Кралство Югославия от Германия през април 1941 година. По време на мандатите му като кмет са изградени Занаятчийския дом, Градската болница, Сградата на Кумановската община, Соколанският дом и започва да работи държавният Монопол.